# Vzgoja
Vzgoja oziroma vzgajanje pomeni namerno delovanje  odraslega človeka usmerjeno v drugega (po navadi otroka, mladostnika). Gre za medčloveški odnos, pri čemer se prvi zaveda dosega svojih dejanj v večji meri ali na drugačen način kot drugi v odnosu. Običajno pojem vzgoja uporabljamo za odnos staršev do otrok in učiteljev do učencev, vendar le v pozitivnem smislu, torej takrat ko gre za spodbudo tako imenovanega prvega v odnosu do drugega. V slovenskem jeziku se sicer uporablja tudi izraz slaba vzgoja v smislu, ki pomeni, da je prvi (močnejši) v odnosu na drugega (šibkejšega) v odnosu tako, da zavira to, čemur pedagogika pravi optimalno vplivanje na drugega oziroma vzgajanje.